# Eucalyptus yarraensis
Eucalyptus yarraensis är en myrtenväxtart som beskrevs av Joseph Henry Maiden och Cambage. Eucalyptus yarraensis ingår i släktet Eucalyptus och familjen myrtenväxter. Inga underarter finns listade i Catalogue of Life.